# Selección de béisbol de la Unión Soviética
La Selección de béisbol de la Unión Soviética fue el equipo que representó a la Unión Soviética en competencias internacionales de béisbol. El equipo se creó en 1987 y dejó de existir después de la disolución de la Unión Soviética en diciembre de 1991.
Durante su breve existencia, el equipo participó solamente en tres competencias internacionales: los Goodwill Games 1990, la Copa Intercontinental de Béisbol 1991 y el Campeonato de Europa de Béisbol 1991.

## Historia
El béisbol fue introducido a la Unión Soviética por migrantes estadounidenses y europeos en la década de los treinta. Sin embargo, el deporte fue reconocido oficialmente en 1987 con la fundación de la Federación de Béisbol, Sóftbol y Lapta de la Unión Soviética. El equipo soviético jugó su primer partido no oficial contra Nicaragua el 15 de agosto de 1987 en Kiev; el resultado fue de 22–0 a favor de Nicaragua. El 23 de enero de 1988, la Unión Soviética se unió a la Confederación Europea de Béisbol en el congreso anual de la organización llevado a cabo en París.
El equipo soviético participó en su primer torneo internacional en los Goodwill Games 1990, donde perdió todos sus partidos y sólo anotó cinco carreras. En la primera ronda perdieron 0–17 con Estados Unidos, 1–9 con México y 0–14 con Japón. En la ronda de clasificación perdieron 0–13 con Puerto Rico y de nuevo con México 4–14, finalizando en la última posición.
En agosto de 1990, el equipo ganó invicto la clasificatoria para el Campeonato de Europa de Béisbol 1991. En la primera ronda del torneo, la URSS derrotó a Checoloslovaquia, Polonia y Suiza. En las semifinales venció a Yugoslavia y en la final a Alemania.
En julio de 1991, la URSS participó en la Copa Intercontinental de Béisbol 1991, celebrada en España. El equipo finalizó en novena posición con un récord de 1–8, consiguiendo su única victoria ante Francia. En el Campeonato de Europa de Béisbol 1991, celebrado en agosto, la Unión Soviética fue asignada al Grupo A con los anfitriones Italia, Francia y Suecia, perdiendo los tres juegos. En la ronda clasificatoria, el equipo derrotó a Gran Bretaña dos veces, a Suecia una vez y consiguió una victoria y una derrota ante Bélgica. Esta la fue la última competencia en la que participó el equipo soviético, ya que la Unión Soviética se desintegró a finales de 1991.

## Resultados
- Copa Intercontinental de Béisbol
  - España 1991: 9.º

- Goodwill Games
  - Seattle 1990: 8.º

- Campeonato de Europa de Béisbol
  - Italia 1991: 6.º